# Геофізика ландшафтів
Геофі́зика ландша́фтів, Фізика ландшафтів (рос. геофизика ландшафтов (физика ландшафтов); англ. landscape physics; нім. Landschaftphysik f) — галузь ландшафтознавства, що за допомогою фізичних методів вивчає процеси, які відбуваються у тому чи іншому природно-територіальному комплексі.
Геофізика ландшафтів досліджує процеси обміну та переносу речовини й енергії в географічній оболонці та між компонентами природно-територіальних комплексів при їх взаємодії.